# Anopheles comorensis
Anopheles comorensis är en tvåvingeart som beskrevs av Brunhes, Le Goff och Geoffroy 1997. Anopheles comorensis ingår i släktet Anopheles och familjen stickmyggor. Inga underarter finns listade i Catalogue of Life.